# Мэтя
Мэтя (яп. 芽茶, «чай из бутонов») — японский зелёный чай из бутонов чайного куста.
Мэтя является побочным продуктом сортировки чая и состоит из обломков листьев и бутонов, не попавших в сэнтя или гёкуро. Его вкус похож на сэнтя, но горче, в нём ярче выражен умами. Мэтя заваривается от 40 до 60 секунд водой температурой 70—80 °С. Если заварить его дольше, чай становится очень горьким. Его можно заваривать повторно многократно. Из-за горького и резкого вкуса его часто подают к суши. Мэтя производится в небольших количествах; считается недорогим и качественным чаем.